# Armadillidium naxium
Armadillidium naxium là một loài chân đều trong họ Armadillidiidae. Loài này được Verhoeff miêu tả khoa học năm 1901.